# Кезліни
Кезліни (пол. Kieźliny, нім. Köslienen) — село в Польщі, у гміні Дивіти Ольштинського повіту Вармінсько-Мазурського воєводства.
Населення — 1267 осіб (2011).
У 1975-1998 роках село належало до Ольштинського воєводства.

## Демографія
Демографічна структура станом на 31 березня 2011 року:
|          | Загалом | Допрацездатний вік | Працездатний вік | Постпрацездатний вік |
| -------- | ------- | ------------------ | ---------------- | -------------------- |
| Чоловіки | 612     | 134                | 440              | 38                   |
| Жінки    | 655     | 123                | 434              | 98                   |
| Разом    | 1267    | 257                | 874              | 136                  |